# Mirabeau (metropolitana di Parigi)
Mirabeau è una stazione della linea 10 della metropolitana di Parigi.

## Struttura e impianti
La stazione venne aperta nel 1913 ed il suo nome ricorda Honoré Gabriel Riqueti de Mirabeau.
Essa presenta un marciapiede unico in direzione di Gare d'Austerlitz. In senso inverso non viene effettuata la fermata, ma il treno prosegue per Église d'Auteuil. Il profilo particolare della stazione è dovuto alla forte pendenza della volta nel senso inverso a causa delle fondamenta della chiesa di Notre-Dame-d'Auteuil che ne hanno impedito la costruzione.
Presenta accessi da avenue de Versailles e da rue Mirabeau.

## Interscambi
- Bus RATP - 22, 62, 72
- Noctilien - N12, N61